# Alwine (Uebigau-Wahrenbrück)
Alwine ist eine zum Ortsteil Domsdorf der Stadt Uebigau-Wahrenbrück im Landkreis Elbe-Elster in Brandenburg, Deutschland gehörige Siedlung.

## Beschreibung und Lage
Die Siedlung liegt auf einer Waldlichtung an der Landesstraße L 65 und hat etwa 15 Einwohner. In Alwine gibt es fünf Doppelhaushälften, ein Zweifamilienhaus, ein Einfamilienhaus, zwei Mehrfamilienhäuser, mehrere Nebengebäude, Schuppen und Garagen. Alwine weist eine einzige etwa 150 Meter lange Straße auf, die eine enge Schlaufe bildet, die an zwei nahe beieinander liegenden Stellen von der Landesstraße abgeht und an der die Hausnummern 100–106 lauten.

## Geschichte
Der Ursprung der Siedlung liegt in den Werksgebäuden eines früheren nahen Braunkohlebergwerks. Die Werksgebäude wurden schrittweise zu Wohnhäusern umgebaut. Der Name Alwine soll von der Ehefrau oder der Tochter des Grubenbesitzers aus der Mitte des 19. Jahrhunderts stammen.
Die Braunkohle-Zeche Alwine und die nahegelegene Brikettfabrik Louise (heute ein Museum) wurden nach der Wende geschlossen. Nach und nach zogen die meisten, insbesondere die jüngeren Einwohner, aus Alwine weg. 2001 kauften ein Immobilienmakler und sein Bruder den „Gemeindesplitter“ auf 16.000 bis 17.000 m² Fläche von der Treuhand für 95.000 Euro oder nach einer anderen Quelle schon im Jahr 2000 für eine symbolische D-Mark. Angekündigte Investitionen wurden nicht getätigt. Nachdem der Makler gestorben war, ließ sein Bruder am 9. Dezember 2017 Alwine im Ganzen für 125.000 Euro in Berlin versteigern – als eine „Siedlung mit Dorfcharakter“, wie es im Auktionskatalog heißt. Der Käufer war ein anonymer Bieter, der später vom Kauf zurücktrat. Ein neuer, ebenfalls anonymer Investor stieg daraufhin ein und tat sich mit den Österreichern Gerhard Muthenthaler und Marijan Jordan zusammen, die Alwine mit Hilfe von Herstellern, Erfindern und Sponsoren zu einem „Erfinderdorf“ entwickeln wollen. Die Zusammenarbeit mit den Erfindern wurde beendet. Das Voranschreiten des Projekts, u. a. die Baumaßnahmen und Zusammenarbeit mit Herstellern, ist von dieser Entscheidung nicht betroffen.

## Verkehr
Von Alwine sind es 120 Straßenkilometer nach Berlin, nach Dresden 75 km und Leipzig 90 km. Ein Bus fährt auf der L 65 vorbei, sein nächster Halt ist „Kumpelklause“ in Domsdorf.

## Raumordnung
Der Flächennutzungsplan weist für die Fläche, auf der Alwine steht, landwirtschaftliches Gebiet aus. Für bestehende Gebäude gibt es allerdings Bestandsschutz. Neues darf nicht gebaut werden, wenn nicht der Flächennutzungsplan geändert wird und ein Bebauungsplan erstellt wird.